# Alec Mazo
Alec Mazo (ur. 5 kwietnia 1978) – amerykański tancerz urodzony na Białorusi.  

## Życiorys

### Wczesne lata
Ma pochodzenie rosyjsko-żydowskie. W wieku dwunastu lat wyjechał z Rosji do Stanów Zjednoczonych, gdzie początkowo osiedlił się w San Antonio w stanie Teksas, a po pewnym czasie przeniósł się do San Francisco, gdzie jego matka założyła szkołę tańca. Studiował informatykę, a następnie kognitywistykę na Uniwersytecie Kalifornijskim w Berkeley, cały czas mając nadzieję, że pewnego dnia zostanie nauczycielem tańca. Z czasem podjął pracę jako dyrektor finansowy w studiu tańca Genesis Dance Sport w San Francisco. 

### Kariera
Tańczy od piątego roku życia. Latem 2005 roku zadebiutował jako trener tańca w programie Dancing with the Stars, amerykańskiej wersji brytyjskiego formatu Strictly Come Dancing (w Polsce znanym jako Taniec z gwiazdami. W pierwszej edycji jego partnerką była Kelly Monaco, z którą wygrał finał programu. Wiosną 2007 roku wystąpił w czwartej edycji programu i w parze z Pauliną Porizkovą zajął jedenaste miejsce. Jesienią tego samego roku pojawił się w piątej edycji programu. Jego partnerką była Josie Maran, z którą zajął dwunaste miejsce. Jesienią 2008 roku był trenerem piosenkarki Toni Braxton, z którą zajął ósme miejsce. W dziewiątej edycji programu, która emitowana była jesienią 2009 roku, jego partnerką była Natalie Coughlin, z którą zajął dziesiąte miejsce.

## Życie prywatne
Od 1 września 2007 roku jest mężem tancerki Edyty Śliwińskiej. 4 stycznia 2014 roku na świat przyszło ich pierwsze dziecko, syn Michael Alexander Mazo.